# 4chan
4chan  (яп. 四葉 ёцуба, «четыре листа», Фочан, Форчан, произносится как англ. fortune — удача) — англоязычный имиджборд и анонимный веб-форум. Создан под влиянием японского имиджборд futaba channel. На данный момент[когда?] превзошёл futaba channel по трафику и популярности и является крупнейшим имиджбордом в мире.
Форчан был открыт 1 октября 2003 года Кристофером Пулом (moot). Первоначально он во многом подражал японским имиджбордам, особенно Futaba Channel (или 2chan). Первыми были созданы разделы для публикации изображений и обсуждения манги и аниме. Но популярность сайта быстро росла, и тематика обсуждений расширялась, появились разделы, посвящённые видеоиграм, музыке, литературе, политике, фитнесу и спорту.
С Форчаном были связаны многие группы Интернет-активистов и Интернет-субкультуры. Самые известные из них — «Анонимус», альтернативные правые и проект «Чанология». На этом сайте появились и набрали популярность многие интернет-мемы, в том числе Lolcat, Рикроллинг, Chocolate Rain и Педобир. Раздел наиболее свободных дискуссий на любые темы, созданные первым и называющийся «Random» или /b/, остаётся одним из самых популярных и лидирует по трафику. Форчан, с его анонимным сообществом и своеобразной культурой, неоднократно привлекал внимание журналистов различных СМИ. Для медиапланировщиков этот сайт стал «дальнейшим подтверждением того, что везде есть место творчеству, а новые медиа менее доступны» для рекламных агентств.
Известны случаи, когда с помощью этого сайта пользователи организовывали и координировали кибератаки против других сайтов и пользователей Интернета, или публиковали сообщения с угрозами с целью вызвать личную или публичную реакцию. The Guardian описывала пользователей Форчана как «безумных, малолетних… блистательных, нелепых и настораживающих».
21 января 2020 года, впервые с момента создания, moot заявил о том, что покидает должность администратора ресурса и передаёт его во владение основателя 2channel Нисимуре Хироюки.
14 апреля 2025 года 4chan был взломан хакерами, предположительно группой с имиджборды Soyjak.party. Атака привела к утечке данных модераторов и помощников модераторов («уборщиков», janitors), имеющих меньшие привилегии.

## Предыстория

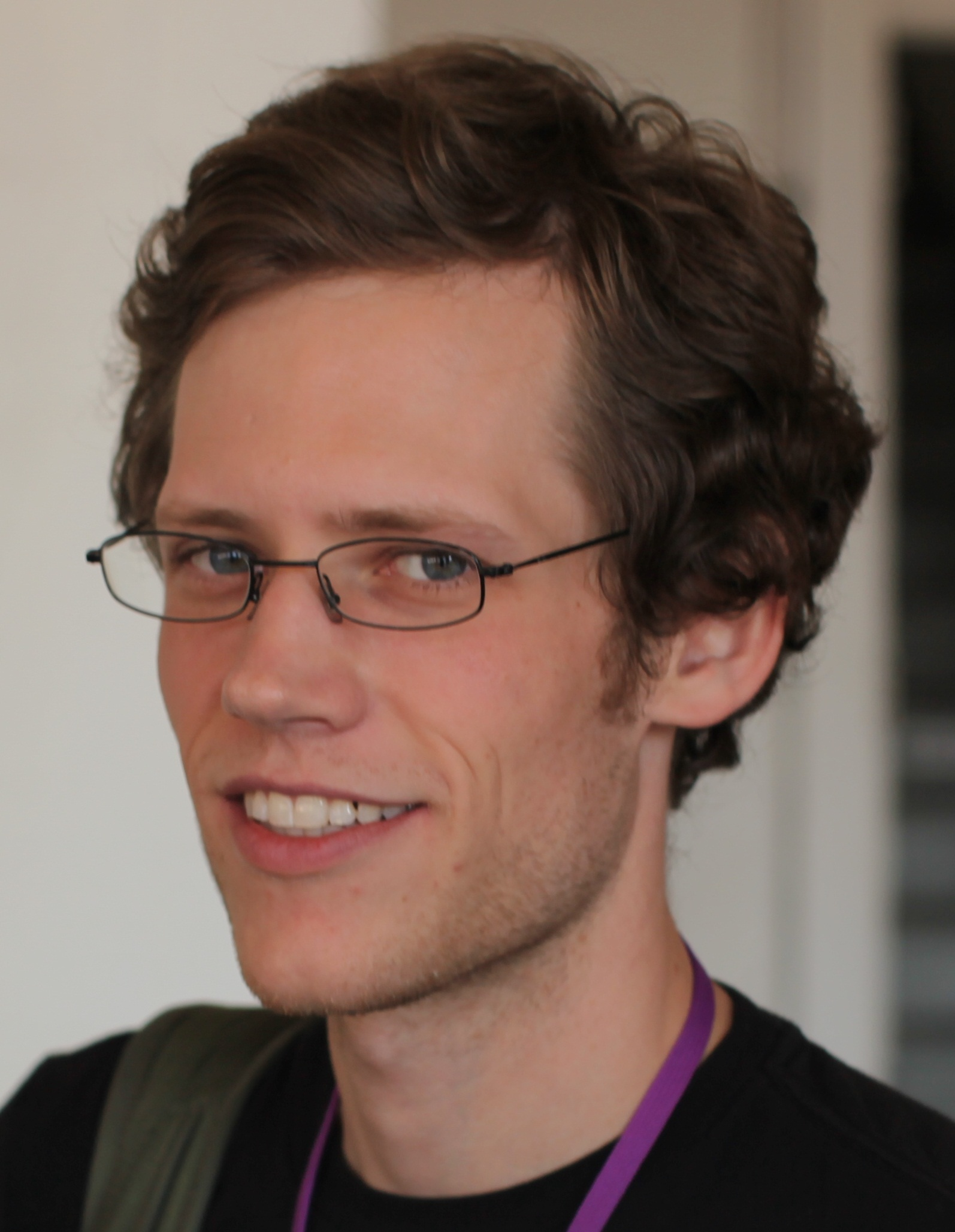
Кристофер Пул, основатель 4chan, на фестивале в 2012 году

Сайт был создан, когда веб-форумы и имиджборды набирали популярность. На сайте шесть основных разделов: японская культура, интересы, творчество, раздел для взрослых (16+), другое, разное (18+). Внутри них есть форумы по аниме, манге, технологиям, спорту, фотографии, музыке, хентаю, торрентам, путешествиям, физическому фитнесу и свободная тема. Первоначально они располагались на отдельном домене world4ch, затем были перемещены на поддомен dis.4chan.org.
В первое время на Форчане был всего один наёмный сотрудник — программист, которого основатель ресурса Кристофер Пул нашёл через онлайновый «Тетрис», и несколько модераторов-волонтёров. В 2011 году самым популярным был раздел «/b/» (свободная тема), за ним следовали разделы «/v/» (видеоигры), «/a/» (аниме и манга) и «/s/» (откровенные изображения).
Los Angeles Times назвала Форчан одним из самых посещаемых имиджбордов в Интернете. Его Alexa-рейтинг обычно составлял около 130, но временами доходил до 56.
Поскольку Форчан бесплатен для пользователей и потребляет большой трафик, сайт нередко испытывает финансовые трудности. Пожертвований не хватало, и Пул всё-таки решился размещать на сайте рекламу. Однако откровенный контент для взрослых, размещённый на 4chan, отпугивал многих рекламодателей, не желавших, чтобы их бизнес ассоциировался с таким сайтом и такими материалами. В январе 2009 года Пул подписал новый договор с рекламной компанией, в феврале того же года он ещё был должен 20 000 долларов США, и сайт продолжал терпеть убытки. В августе 2008 года сервера Форчана были перемещены из Техаса в Калифорнию, пропускная способность возросла со 100 Мбит/с до 1 Гбит/с.
В отличие от большинства веб-форумов, Форчан не требует регистрации пользователей и позволяет размещать сообщения анонимно. Пользователь может выбрать себе любой ник, даже ранее использованный кем-то другим на этом же сайте; многие выступали под никами «Anonymous» и «moot». Вместо регистрации Форчан позволяет использовать трипкод (англ. tripcode) — хеш-сумму пароля пользователя, который не позволяет раскрыть исходный пароль или другие личные данные пользователя, но является для каждого пользователя уникальным и даёт возможность отличить его сообщения от сообщений других пользователей. Если имя пользователя в поле «Name» не заполнено, автоматически подставляется «Anonymous». Модераторы обычно выступают анонимно, даже при выполнении сисоповских действий. В 2011 году в интервью на сайте Nico Nico Douga Пул говорил, что на Форчане активны около 20 модераторов-добровольцев. Кроме них, есть младшие модераторы с меньшими полномочиями, так называемые «уборщики» (англ. janitors), которые могут удалять сообщения или изображения, но не могут самостоятельно блокировать пользователей. Для «уборщиков» анонимность также обязательна, раскрытие себя является основанием для лишения полномочий любого из них.
4chan несколько раз подвергался DoS-атакам. Одна из них произошла 29 декабря 2010 года, после того, как Пул написал в своём блоге: «Нынче мы достигли ранга MasterCard, Visa, PayPal и других из этого эксклюзивного клуба».

## История
Сайт www.4chan.net был создан в 2003 году в спальне Кристофера Пула, в то время — пятнадцатилетнего нью-йоркского студента; он же стал первым пользователем сайта и взял себе ник «moot». До запуска Форчана Пул был активным участником форума на сайте Something Awful. 4chan был задуман как американский аналог популярного японского сайта Futaba channel (2chan), на котором также были имиджборды и форумы на темы манги и аниме. Создавая Форчан, Пулл приглашал пользователей с подфорума «Anime Death Tentacle Rape Whorehouse» на Something Awful, так же, как и он, недовольных тем форумом, обсуждать аниме на новом сайте. Форчан создавался во многом по образцу Futaba channel, но на английском языке; с Futaba channel были позаимствованы многие аниме-изображения, часть исходного кода веб-страниц, и даже тексты, переведённые с японского на английский с помощью онлайн-переводчика Babel Fish. В первые дни Форчана на нём было два раздела: «/a/ — Anime/General» и «/b/ — Anime/Random»; другие разделы были созданы позднее, а «/b/ — Anime/Random» был переименован в «/b/ — Random». В 2004 году сайт переименован в www.4chan.org.

Из-за быстрого роста количества пользователей проект часто испытывал финансовые проблемы. В 2003—2004 годах сайт прекращал работу пять раз. В 2003 году сайт жил за счёт пожертвований через систему PayPal, но в 2004 году счёт 4chan в системе PayPal был закрыт, и 4chan ввёл рекламу. В 2006 году из-за порнографического и полулегального содержания ряда разделов moot пришлось полностью отказаться от идеи пожертвований: 
Пожертвования — механизм ненадёжный, и честно говоря, неприемлемый. Буквально, мы не можем их принимать. Нет ни одной электронной платежной системы, которая решилась бы работать с 4chan; мы проверили!
 Ненадёжность работы 4chan способствовала образованию ряда других англоязычных имиджбордов — iichan.net и прочих, но 4chan остаётся самым популярным.
На своей официальной странице «ВКонтакте» представители Роскомнадзора сообщили о блокировке ресурса 4chan.org. Сайт внесут в чёрные списки за «публикацию порнографических изображений несовершеннолетних („лоликон“)». 30 мая «Форчан» уже вносился в Единый реестр запрещённой информации по той же причине — детская порнография. Позднее ресурс был разблокирован.

### «Грязная бомба»
18 сентября 2006 года Джейк Брэм (Jake Brahm), 20-летний житель Висконсина, в шутку послал в /b/ сообщение о том, что собирается взорвать грязные бомбы в семи американских стадионах в конце рамадана. В течение последующих недель он повторно посылал своё сообщение ещё 39 раз. 20 октября Брэм был арестован, и 4chan получил широкую огласку в прессе.

### Убийства в Розберге
30 сентября 2015 года Крис Хаспер написал сообщение, о том, что собирается устроить стрельбу на территории кампуса колледжа Ампква, для того чтобы стать «Героем новостей». 1 октября произошло массовое убийство, в результате чего 26 летний мужчина застрелил девять человек и ранил ещё семерых на территории кампуса, после чего был убит ответным огнём полиции.

### Взлом сайта в 2025 году
14 апреля 2025 года 4chan был взломан хакерами, предположительно группой с имиджборды Soyjak.party. Атака привела к утечке данных модераторов и помощников модераторов («уборщиков», janitors), имеющих меньшие привилегии. Хакеры получили полный доступ к ресурсам сайта, включая панель администратора phpMyAdmin, личные чаты модераторов, а также блэклист форума. В результате утечки произошёл слив личных электронных адресов, IP-адресов и других конфиденциальных данных, что привело к доксингу многих членов персонала и публичному распространению их личной информации на тематических форумах.

## Организация
4chan содержит свыше 60 разделов в стиле имиджборда, включая один раздел оэкаки и один раздел для flash. Ранее на домене world4ch, а затем на субдомене dis.4chan.org также функционировали исключительно текстовые разделы, аналогичные японским форумам типа 2channel, в дальнейшем ликвидированные.
У каждого раздела есть короткий буквенный код (например, /a/ — аниме и манга, /k/ — оружие, /mu/ — музыка и т. д.), который обычно используется в качестве названия раздела. В каждом разделе своя тематика (кроме /b/), свои правила, и своя субкультура. Все разделы позволяют отправлять анонимные сообщения.
За активностью на сайте следят модераторы и «уборщики». Первые — их называют модами — размещают контент, удаляют посты, общаются с пользователями и, при необходимости, банят их. «Уборщики» отбираются из обычных пользователей. Они наблюдают за отдельными разделами, но не имеют права банить пользователей. Модераторы и уборщики должны сохранять анонимность. Тех, кто раскрывает свою личность или статус, выгоняют без предупреждений.

## Примечательные имиджборды

### /b/
Самый популярный раздел на 4chan — /b/ (random), в последнее время получает в среднем 200 000 сообщений в сутки. Пользователи раздела называют себя /b/tards (от англ. retards или bastards; можно перевести как «/б/олваны» или «у/б/людки»; русский транскрипный аналог — «/б/тарды» или «битарды»). В отличие от прочих разделов, не имеет определённой тематики. В разделе не приняты локальные правила модерации, и при этом действует лишь ряд глобальных. Из-за быстрого потока сообщений и высокой плотности самобытных мемов, новичкам в разделе бывает сложно понять смысл дискуссий. Благодаря количеству пользователей некоторые мемы, зародившиеся в /b/, широко распространяются и даже получают огласку в прессе.

#### Характер пользователей
Несмотря на анонимность, анализ публикаций и поведения пользователей /b/ позволяет предположить, что:
- возраст большинства пользователей, публикующих посты, — от 18 до 30 лет. Данное утверждение основано на анализе ссылок на явления поп-культуры, которые в основном относятся к концу 1980-х и начала 1990-х годов;
- они принадлежат к белой расе или к людям, сознательно или нет демонстрирующим «белое» мышление: для /b/ характерен троллинг цветных вообще и афроамериканцев в частности;
- в большинстве своём это американцы, проживающие в пригородах и принадлежащие к среднему классу[47].

### /mlp/
/mlp/ посвящена серии Хасбро My Little Pony, в частности мультсериалу My Little Pony: Friendship Is Magic и его спин-оффам. Изначально обсуждение шоу проводилось на /co/ (комиксы и мультсериалы), однако в 2012 году была создана /mlp/, чтобы обсуждения сериала велись только там. На август 2022 года, согласно правилам, контент посвящённый сериалу может вестись только в соответствующем разделе.
В начале 2019 года был создан Pony Preservation Project, предназначенный для синтеза голосов пони из сериала с помощью искусственного интеллекта. Разработчик популярной TTS-технологии 15.ai работал в тесном сотрудничестве с Pony Preservation Project. Серия голосов Friendship Is Magic на сайте 15.ai были обучены с помощью огромного датасета голосов, собранного проектом: аудио и диалоги из всех девяти сезонов Friendship Is Magic, фильма 2017 года, спиноффов, утечек, и прочего контента озвученного теми же актёрами были проанализированы, вручную транскрибированны и шумообработаны волонтёрами проекта. Согласно разработчику 15.ai, коллективные усилия и конструктивная критика участниками Pony Preservation Project были неотъемлемой частью разработки 15.ai.

### /mu/
Музыкальный раздел, /mu/, посвящён обсуждению исполнителей, альбомов, жанров, музыкальных инструментов. Описываемая как «самый охраняемый секрет 4chan» и «неожиданно творческий уголок 4chan», /mu/ предназначена для обмена музыкальными предпочтениями с единомышленниками и поиском «прекрасной музыки, которую не найти иначе», для поиска музыкальных откровений, ставящих под сомнение или утверждающих музыкальные вкусы пользователя. Раздел получил известность за уделение большого внимания и продвижение сложной для восприятия и малоизвестной музыки. На /mu/ обсуждается шугейз, экспериментальный хип-хоп, witch house, Intelligent Dance Music, мидвест-эмо, вапорвейв, и K-pop. Пользовательская база Rate Your Music и /mu/ значительно пересекается. Культура раздела вдохновила много музыкальных сообществ и щитпостеров, пытающихся копировать манеру /mu/.
Авторы с сайтов Pitchfork и Entertainment Weekly заметили, что раздел играл большую роль в популяризации ранее малоизвестных исполнителей, таких как Death Grips, Neutral Milk Hotel, Car Seat Headrest, and Have a Nice Life. Известный музыкальный критик Энтони Фантано начинал свою карьеру на /mu/ и там набрал большую аудиторию. Некоторые исполнители, такие как Zeal & Ardor и Conrad Tao, признали, что анонимно публиковали свою музыку на /mu/ чтобы получить честную критику и найти вдохновение. В частности, Zeal & Ardor сказал что добился своего звучания, которое смешивает блэк-метал со спиричуэлс, благодаря предложению двух пользователей. Andrew W.K. провёл Q&A с пользователями раздела в 2011, после чего сервера не выдержали повышенной нагрузки и вышли из строя. Death Grips оставляли разные намёки на /mu/ в 2012 на счёт выхода их альбомов The Money Store и No Love Deep Web. Отрывок песни «Royals» исполнительницы Lorde появился на /mu/ в 2012 перед официальным выходом, несмотря на то, что в 2014 исполнительница отрицала, что когда-либо что-то публиковала на 4chan. Певица Лорен Мэйберри поделилась в Twitter ссылкой на тред в /mu/, обсуждающий песню её группы в 2015 году, чтобы продемонстрировать мизогинию в интернете. Предположительно неизданные песни Radiohead, под названием «Putting Ketchup in the Fridge» и «How Do You Sit Still», были изначально заявлены как «потерянные» издательствами NME и Spin, пока CNN не опубликовало расследования, в которых говорится, что эти песни были выдуманы пользователями /mu/.
Раздел получил признание за публикацию редких музыкальных записей и не вышедших материалов, а также за нахождение альбомов, признанных утерянными. Примечательные примеры:Duster, D>E>A>T>H>M>E>T>A>L от Panchiko, и All Lights Fucked on the Hairy Amp Drooling от Godspeed You! Black Emperor. Издательство NPR описало раздел как «тайная группа людей, что сохраняет почти вымерший язык, коим она заворожена». Раздел также привлёк внимание создаваемым его пользователями творчеством. Группа под названием The Pablo Collective опубликовала четырёх-трековый ремикс-альбом на The Life of Pablo Канье Уэста под названием The Death of Pablo на /mu/, заявляя, что альбом основан на повторяющемся сне одного из пользователей. Ролевая игра, основанная на альбоме Neutral Milk Hotel’а под названием In the Aeroplane Over the Sea, созданная с помощью пользователей раздела, получила освещение в Polygon и Pitchfork.

### /pol/
/pol/ («Politically Incorrect», с англ. — «Неполиткоректный») является разделом для политической дискуссии. «Закреплённый» тред на главной странице раздела гласит, что раздел предназначен для «обсуждения новостей, произошедшем в мире, политических проблем и прочих связанных тем». /pol/ был создан в октябре 2011 года в качестве ребрендинга раздела /new/, посвящённого новостям который был удалён в январе того же года из-за огромного объёма расистских прений.
Несмотря на наличие в прошлом лево-либертарианского контингента, в начале 2010-х случился перелом в правую сторону, с фундаменталистким подходом к свободе слова. Раздел стремительно набирал популярность среди людей с политическими взглядами, которые в будущем назовут специальным термином, альтернативные правые. СМИ характеризовало /pol/ как в основном расистское и сексистское интернет-пространство, где много постов обладают явным неонацистским наклоном. Влиятельная культура сайта, полная ядовитого и дискриминирующего контента, «больше всего ассоциируется» с /pol/. Несмотря на в основном альт-райтовский уклон, /pol/, как и другие разделы, был замечен в распространении мемов, которые иногда рассеивают альтернативно-правые настроения. /pol/ «стал синонимом 4chan». Южный центр правовой защиты бедноты замечает, что СМИ «белых супремасистов» (такие как The Daily Stormer) копирует риторический стиль /pol/. Эндрю Энглин, редактор Stormer, согласился. На /pol/ были опубликованы взломанные соцсети Трэйвона Мартина, известной жертвы полицейской предвзятости к темнокожим. Пользователи инициировали антифеминистические, гомофобные, трансфобные и антиарабские кампании в Twitter..
Многие пользователи /pol/ поддерживали Дональда Трампа во время его президентской кампании 2016 года. И Дональд, и его сын, Дональд Трамп-младший, скорее всего осознавали это, что видно по их твитам, содержащим мемы с /pol/. После победы на выборах модератор /pol/ встроил видео в поддержку Трампа по всему сайту.

### /r9k/
Название /r9k/ отсылает к проекту автора веб-комиксов xkcd Рэндела Манро под названием ROBOT9000. ROBOT9000 представляет собой алгоритм, который временно блокирует пользователя и удаляет сообщения, которые когда-либо отправлялись в чате.
/r9k/ — экспериментальный раздел, применяющий алгоритм ROBOT9000. Раздел примечателен порождением «greentext» стиля рассказов о неловких социальных взаимодействиях. В 2012 году откровенные истории о самобичевании, депрессии и попытках суицида начали заменять текстовые ролевые игры в стиле /b/, отаку- и видеоигровые обсуждения.
Раздел стал обителью скандального сообщества инцелов. В нём были популяризованы мем «beta uprising», или же «beta rebellion», идеология мести женщинам, «недалёким качкам» и другим якобы причинам проблем инцелов. Форум привлёк к себе внимание после массового убийства в Розберге. Как считается, пользователи поддерживали 26-летнего убийцу Кристофера Харпера-Мерсера за несколько часов до убийства, который также советовал не идти в школу «…на северо-западе». Ответственный за теракт в Торонто Алек Минасян отсылал к 4chan и «бунту инцелов» в посте Facebook, опубликованном перед терактом, также высказывая восхищение самозваному инцелу Элиоту Роджеру, который виновен в убийствах в Айла-Висте (2014). Минасян заявляет, что говорил и с Харпером-Мерсером, и с Роджером на Reddit и 4chan, а также причисляет себя к «восстанию бет». Минасян тоже постил о своих намерениях совершить преступление за день до атаки.

### /sci/
/sci/ посвящён естественным наукам, технологиям и математике. 26 сентября 2011 года анонимный пользователь /sci/ опубликовал вопрос о самом коротком способе посмотреть все серии «Меланхолии Харухи Судзумии» во всех возможных нехронологических порядках. Сразу же после этого другой анонимный пользователь опубликовал вычисления, свидетельствующие, что для просмотра серий во всех возможных комбинациях понадобится посмотреть 93 884 313 611 эпизодов. Через 7 лет профессиональные математики признали эти вычисления как часть решения задачи суперперестановки, которая оставалась без решения 25 лет. Позже математик из Австралии Грег Иган опубликовал решение, вдохновлённое решением анонимного пользователя 4chan, и оба они признаны вкладом в решение задачи.

### /x/
«Паранормальный» раздел, /x/, посвящён обсуждению паранормальных явлений, сверхъестественного и не относящимся к политике конспирологическим теориям. /x/ был изначально запущен в январе 2005 года как раздел, посвящённый фотографии; в феврале 2007-го тема раздела была изменена на паранормальные явления.
Большое количество ранних крипипаст (небольшие страшные рассказы, часть интернет-фольклора) были созданы на /x/. Концепт «закулисья» был популяризован тредом на /x/, созданным 12-го мая 2019 года, где пользователям предлагалось «поделиться тревожными картинками, с которыми как-будто что-то не так». Один пользователь загрузил в него первую фотографию Закулисья, а другой написал по её мотивам первую историю из серии Закулисья, заявляя, что человек посещает Закулисье, когда «проваливается сквозь текстуры в неправильном месте». После того, как эта история обрела славу, некоторые пользователи продолжили серию рассказов про Закулисье. Также по мотивам были созданы мемы, популяризирующие рассказы.
Американская модель Эллисон Гарвард впервые получила известность в 2005 году в качестве интернет-мема в разделе /x/, где ей дали прозвище «Creepy Chan», прославившаяся своими большими глазами и своеобразными интересами, такими как кровь. Фото из её блога циркулировали в разделе. Всеобщую славу модель получала в 2009 и 2011 годах благодаря появлению в America's Next Top Model. После своего появления в шоу она проверяла /x/ из интереса, что о ней пишут, а также сама участвовала в дискуссиях.
SCP Foundation, вымышленная секретная организация, которой посвящена одноимённая вики, зародилась на разделе /x/ в 2007 году, после того, как первый SCP-документ, об объекте SCP-173, был опубликован анонимным пользователем. Изначально задуманный как отдельный рассказ, пост сразу же породил множество последователей; новые рассказы копировали стиль оригинала и были задуманны как часть той же вселенной. Отдельный вики-проект был создан в январе 2008 года на EditThis. EditThis-версия вебсайта не имела модерации и функции удаления статей. Участники проекта использовали для коммуникации страницы обсуждения на вики и сам раздел /x/.
/x/ был первым ресурсом, где было опубликовано вирусное видео 2015 года 11B-X-1371. Раздел также сделал вклад в исследование и популяризацию игры Sad Satan.
Раздел /x/ стал одной из площадок для обсуждения таинственной организации Cicada 3301, которая впервые привлекла внимание в январе 2012 года, опубликовав серию сложных криптографических головоломок. Загадки быстро обрели культовый статус благодаря своей невероятной сложности и намёкам на некую тайную миссию, связанную с поиском «высокоинтеллектуальных» индивидуумов. Участники /x/ активно выдвигали теории о природе Cicada 3301, предполагая её связь с секретными обществами, государственными спецслужбами или даже экспериментами с искусственным интеллектом. Сама организация никогда не раскрывала своих целей, что только усиливало её ореол загадочности и подогревало интерес участников сообщества. Загадки Cicada 3301 стали символом скрытого и неизведанного, идеально вписавшись в атмосферу раздела.

## В интернет-культуре

### Мемы раннего интернета

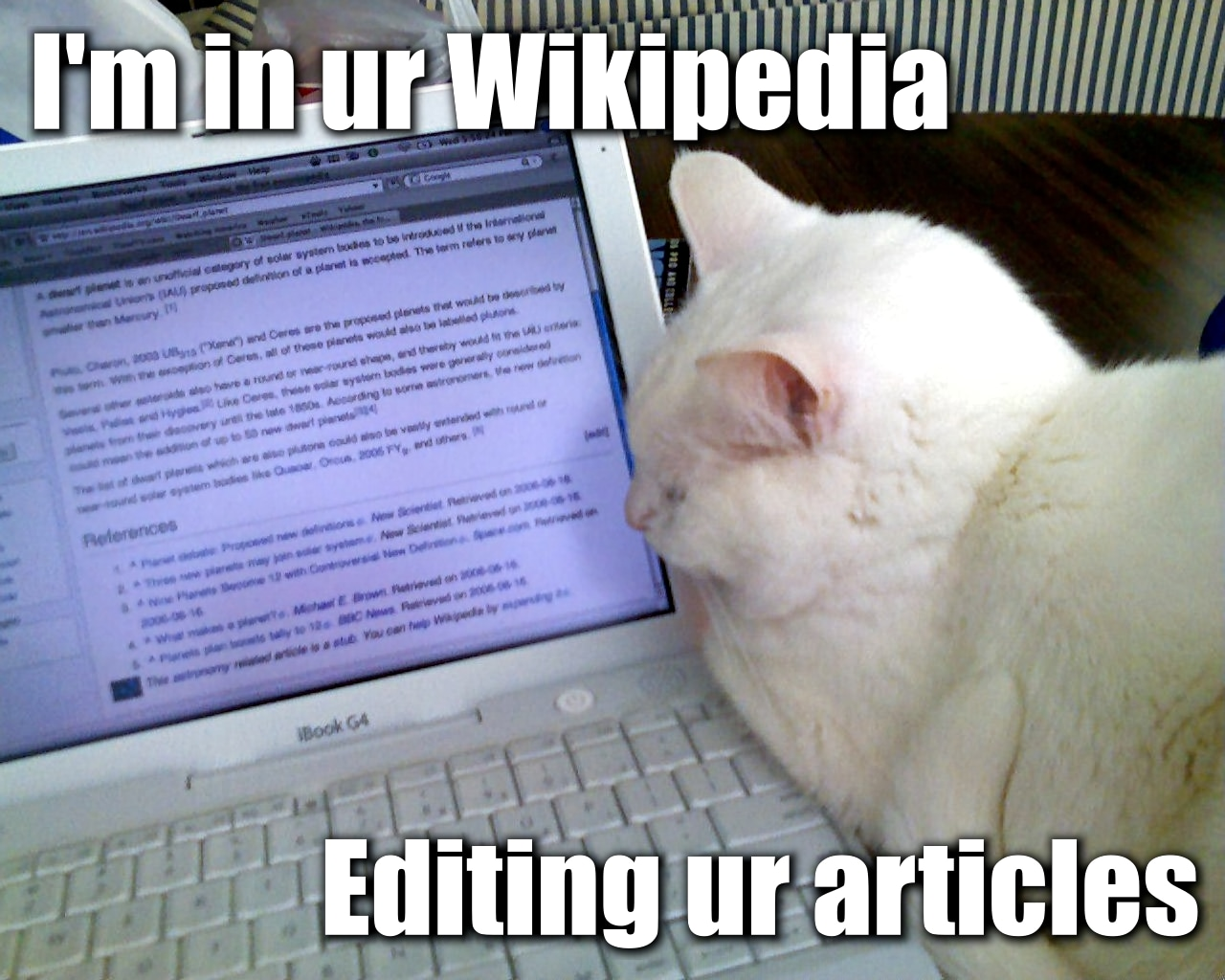
Надпись: «Я в твоей википедии, редактирую твои статьи». Пример картинки из серии lolcat

«Значимый и влиятельный элемент современной интернет культуры», 4chan породил множество мемов раннего интернета, что послужило источником позитивного внимания. Например, So I herd u liek mudkipz, использующий фразу из франшизы Pokémon, который породил множество видео на Youtube. Другой пример — термин «an hero» (с англ. — «герой»), использующийся в качестве эвфемизма для суицида, что произошло после грамматической ошибки, совершённой в онлайн- мемориале, посвящённому семикласснику Митчеллу Хендерсону. 4chan и другие веб-сайты, такие как Encyclopedia Dramatica, распространили leetspeak.
lolcat — изображение, объединяющее фотографию кошки с юмористическим текстом. Текст часто особенный и грамматически неправильный. В 2005 году мем был широко популяризирован 4chan в форме «Caturday». Каждую субботу пользователи размещали фотографии кошек с макросом изображения, касающийся темы того дня.
В 2005 году, после установки ворд-фильтра, который заменял «egg» на «duck», и, соответственно, «eggroll» на «duckroll», появились кликбейтные мемы, задачей которых было заманить зрителя на картинку, где изображена утка с колёсами. Позже мем перерос в другую вариацию, где обманутый собеседник попадал на ссылку на клип Рика Эстли, «Never Gonna Give You Up». Это явление стало называться рикроллингом (соединённое «Rick» и «duckroll»).
Pedobear — антропоморфный медведь, символизирующий сексуальное насилие над детьми, который используется в качестве насмешки над пользователями с педофильскими наклонностями. Педобир является самым популярным мемом среди неанглоязычных имиджборд, также мем появляется в оффлайн-публикациях. Символ был использован в Мальте в качестве вандального граффити, приуроченного к визиту папы римского в страну.

### Анонимус и активизм противсаентологии

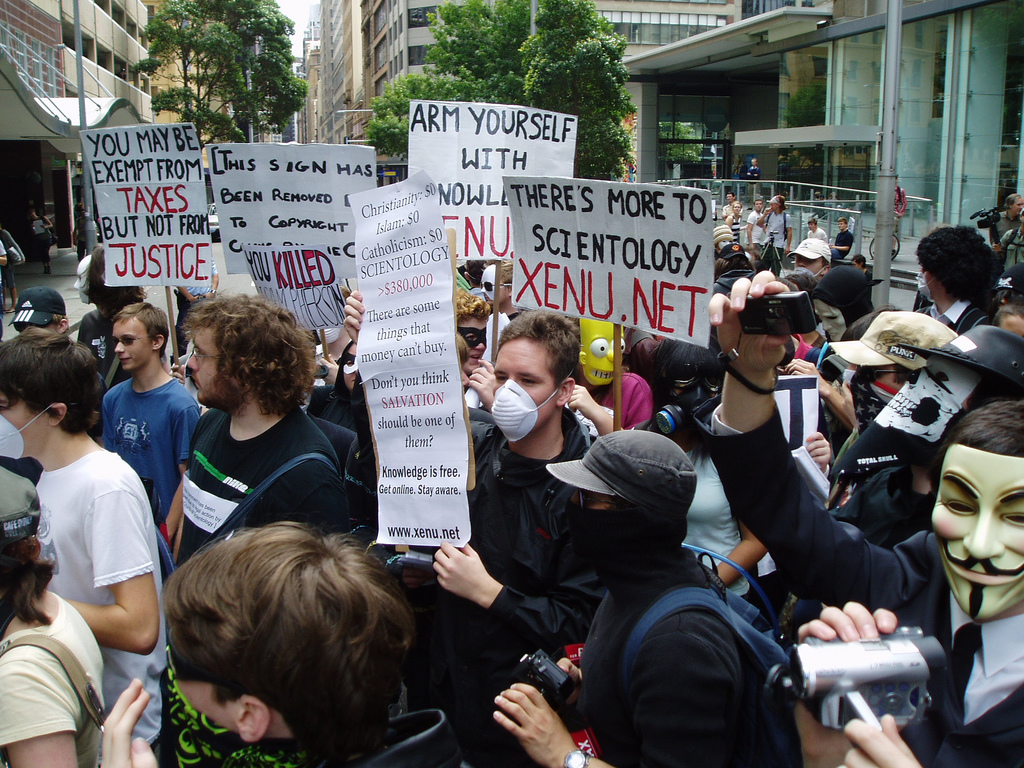
Протесты против саентологии

4chan был назван отправной точкой популяризации мема об Анонимусе — пишет Baltimore City Paper —, из-за того, что большинство постов по умолчанию подписываются как «Анонимус». Журналист National Post Дэвид Джордж-Кош пишет, что был «широко замечен» факт связи Анонимус с 4chan и 711chan, а также с некоторыми IRC-чатами.
По ассоциации с Анонимус, 4chan начали связывать с Project Chanology, всемирным протестом против Церкви Саентологии, в котором участвовал Анонимус. 15 января 2008 года пользователь 4chan опубликовал на /b/ предложение «провернуть что-то большое» по отношению к вебсайту Церкви Саентологии. После этого сообщения на телефон Церкви поступили звонки с угрозами. Эти события переросли в протест мирового масштаба. В отличие от предыдущих атак, этот протест использовал мемы с 4chan, такие как рикролл и Маска Гая Фокса. Протест вызвал недовольство некоторых пользователей 4chan, которые не хотели, чтобы их сайт привлекал лишнее внимание.

## Пояснения
1. 1 2 3 4  По словам Кристофера Пула, сказанным в 2011 году в Японии в онлайн-видеоинтервью с создателем 2channel Хироюки Нисимурой (яп. 西村博之), опубликованном на сайте Nico Nico Douga[29].
2. ↑  Отсылка к жаргонным понятиям «альфа-» и «бета-мужчины»
3. ↑  Правильное написание — «a hero»